# Tahrirtorget

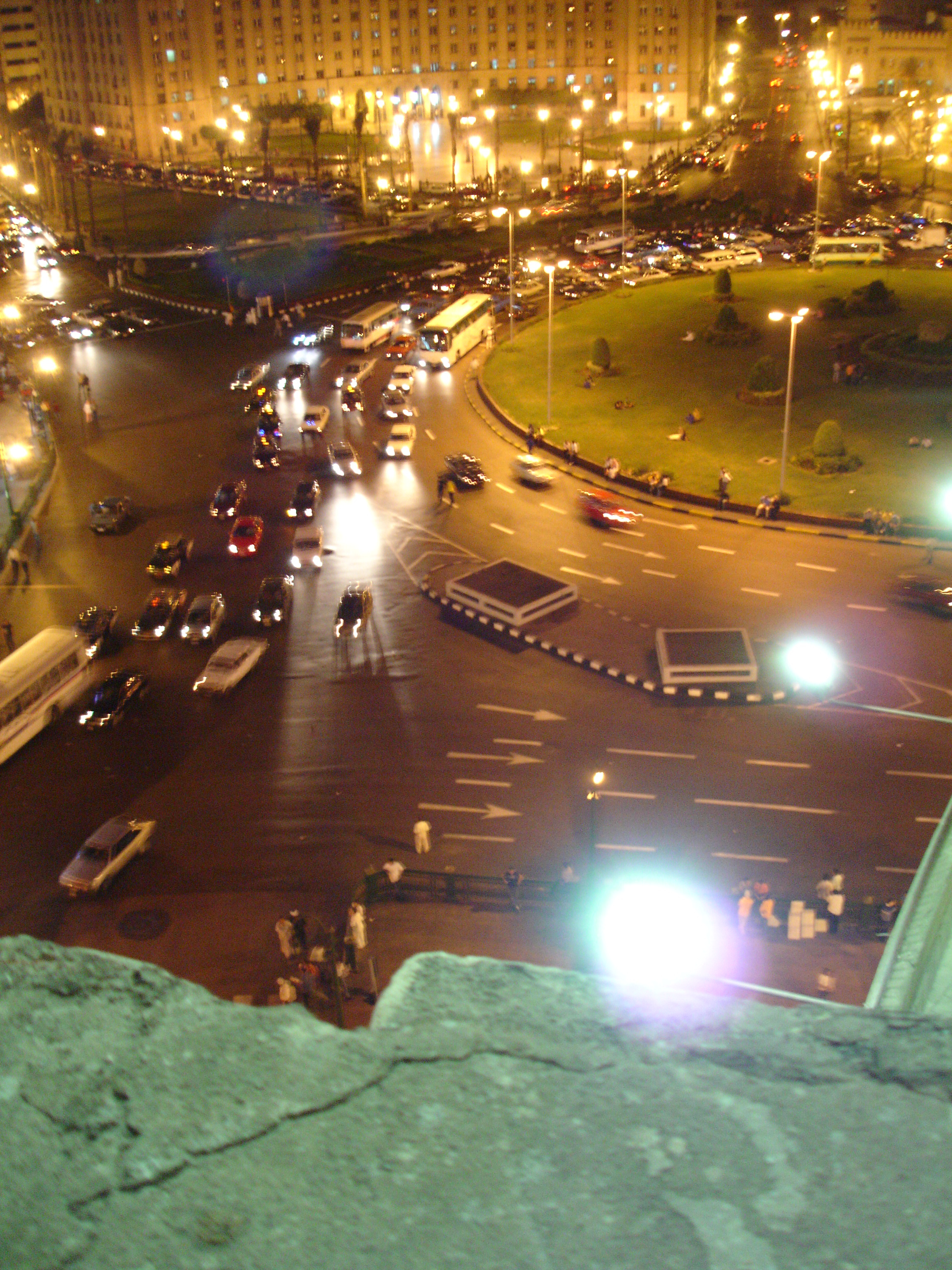
Tahrirtorget på natten

Tahrirtorget (arabiska: ميدان التحرير) eller Befrielsetorget är ett torg i centrala delarna av Egyptens huvudstad Kairo. Torget kallades ursprungligen för Ismailia-torget (Midan Ismailia) efter Ismail Pascha som lät konstruera de centrala delarna av Kairo på 1800-talet. Efter Elton revolutionen 1919 började torget kallas för Tahrir, vilket betyder "befrielse" men det var först efter den egyptiska revolutionen 1952 som torget döptes om officiellt till sitt nuvarande namn. Torget har traditionellt genom åren varit utgångspunkt för ett flertal protester och stora demonstrationer. Torget är även en samlingspunkt sedan den Egyptiska revolutionen 2011.

## Omgivning
Tahrirtorget ligger i västra änden av den historiska Kasr El-Aini-gatan och nära Qasr al-Nil-bron som går över Nilen. Torget domineras av en stor trafikplats i form av en rondell och runt omkring torget ligger bland annat Egyptiska museet, högkvarteret för Egyptens regeringsparti NDP samt Arabförbundets högkvarter. Vid torget ligger även Sadat-stationen som genom Kairos tunnelbanas linje 1 och 2 förbinder centrum med bland annat Giza, Shubra al-Khayma, Maadi och Helwan.

## Protester
Tahrirtorget har traditionellt varit skådeplats och utgångspunkt för ett flertal protester och demonstrationer genom åren, vilket omfattar brödupproret 1977 och protesterna mot Irakkriget i mars 2003. De största och mest uppmärksammade var protesterna i början av Egyptiska revolutionen i början av 2011 som ledde till den dåvarande presidenten Hosni Mubaraks avgång. Likaså protesterna mot militärstyret som tog över efter Mubarak, vilka har eskalerat.

## Bildgalleri

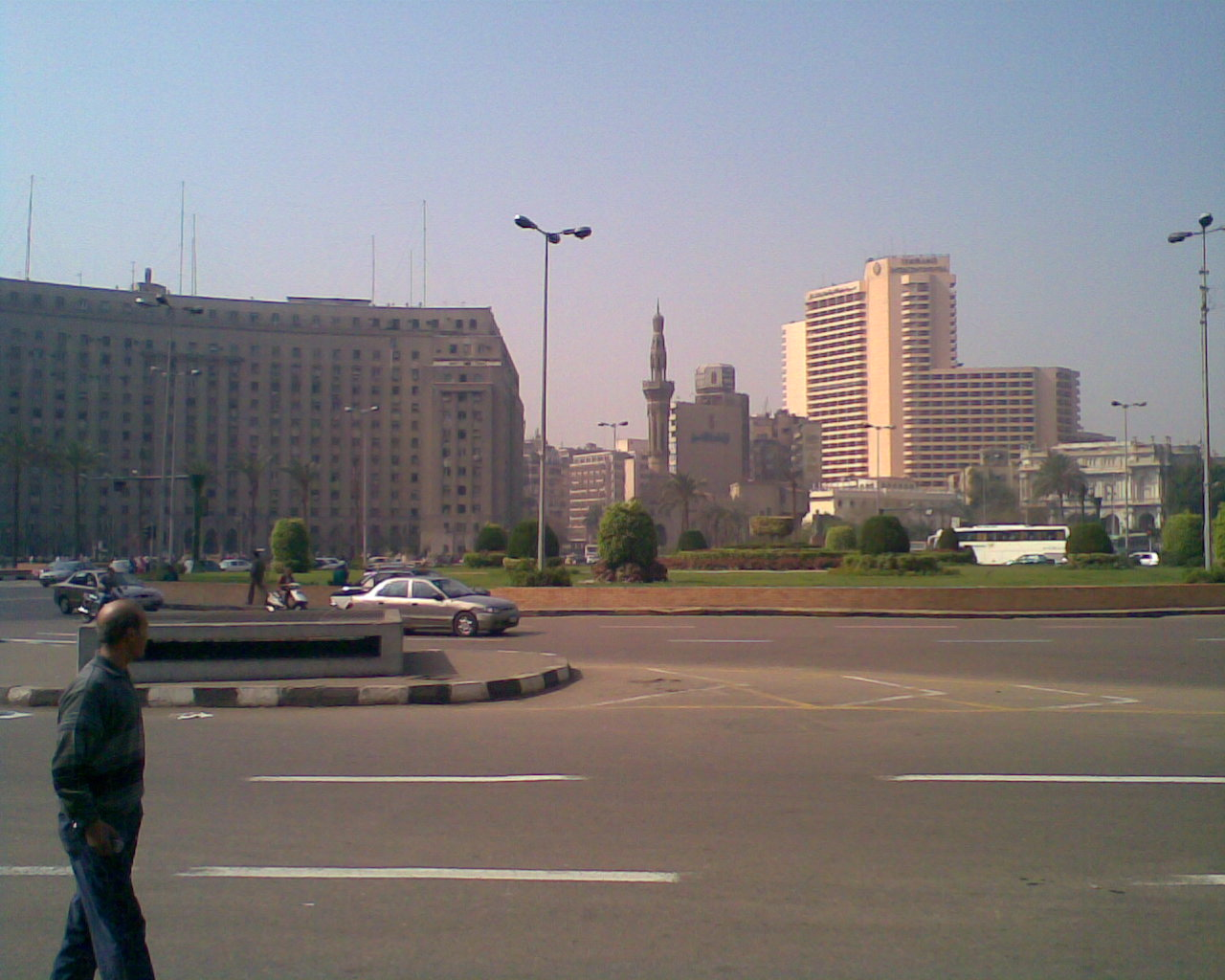
Tahrirtorget sett från nordost.
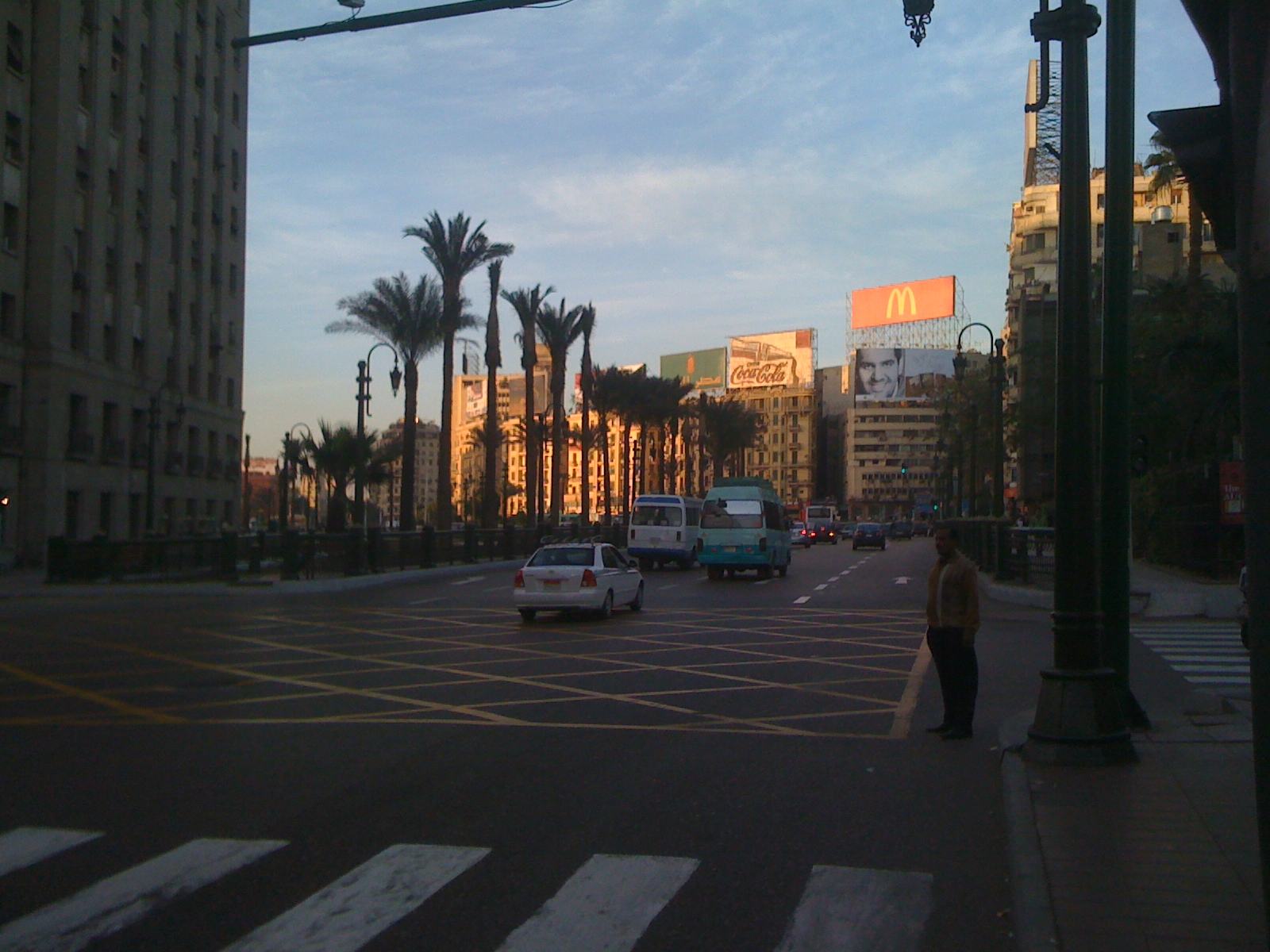
Sett från Kasr El-Aini-gatan.
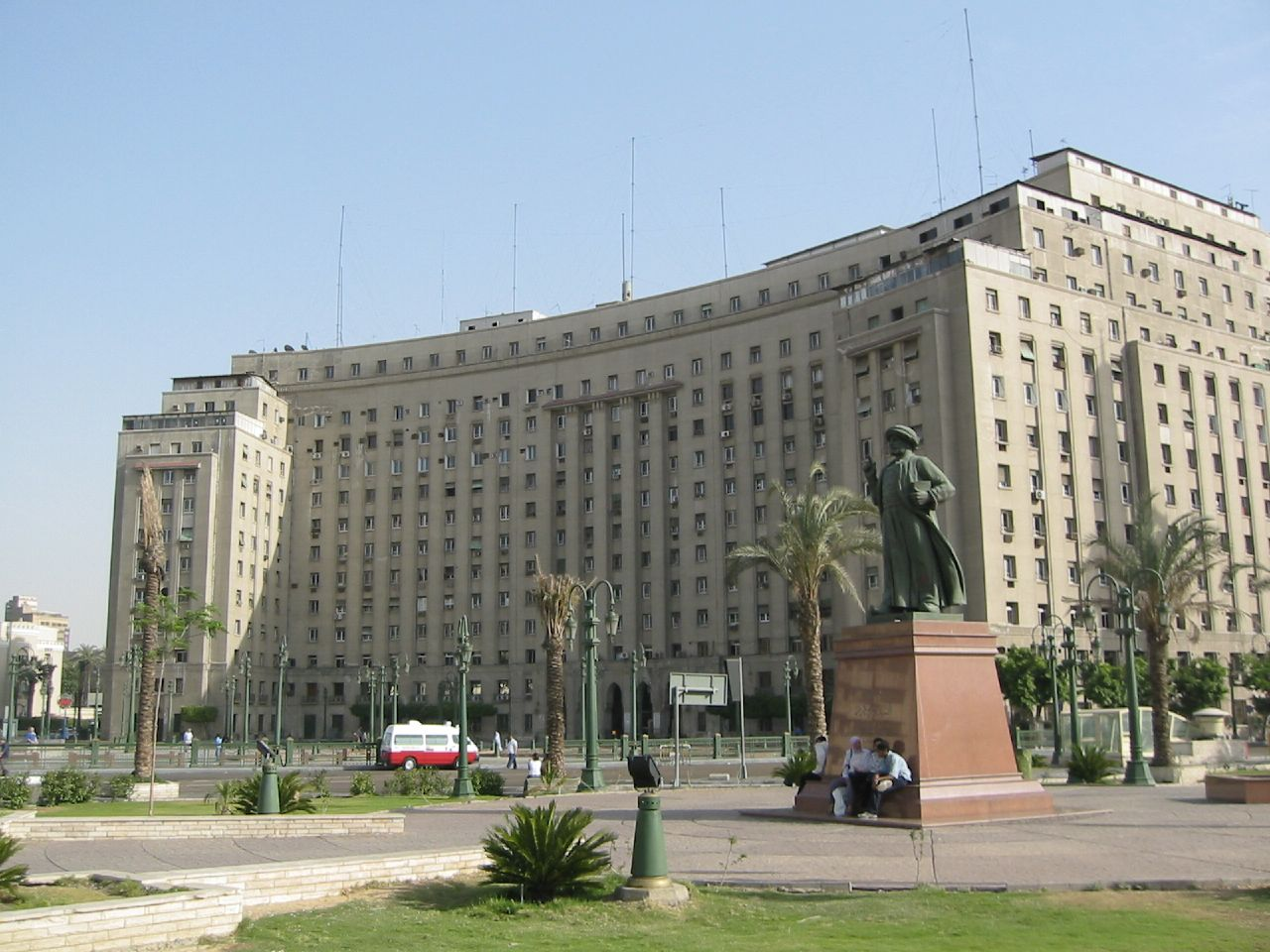
Vy mot söder och regeringsbyggnaden Mogamma
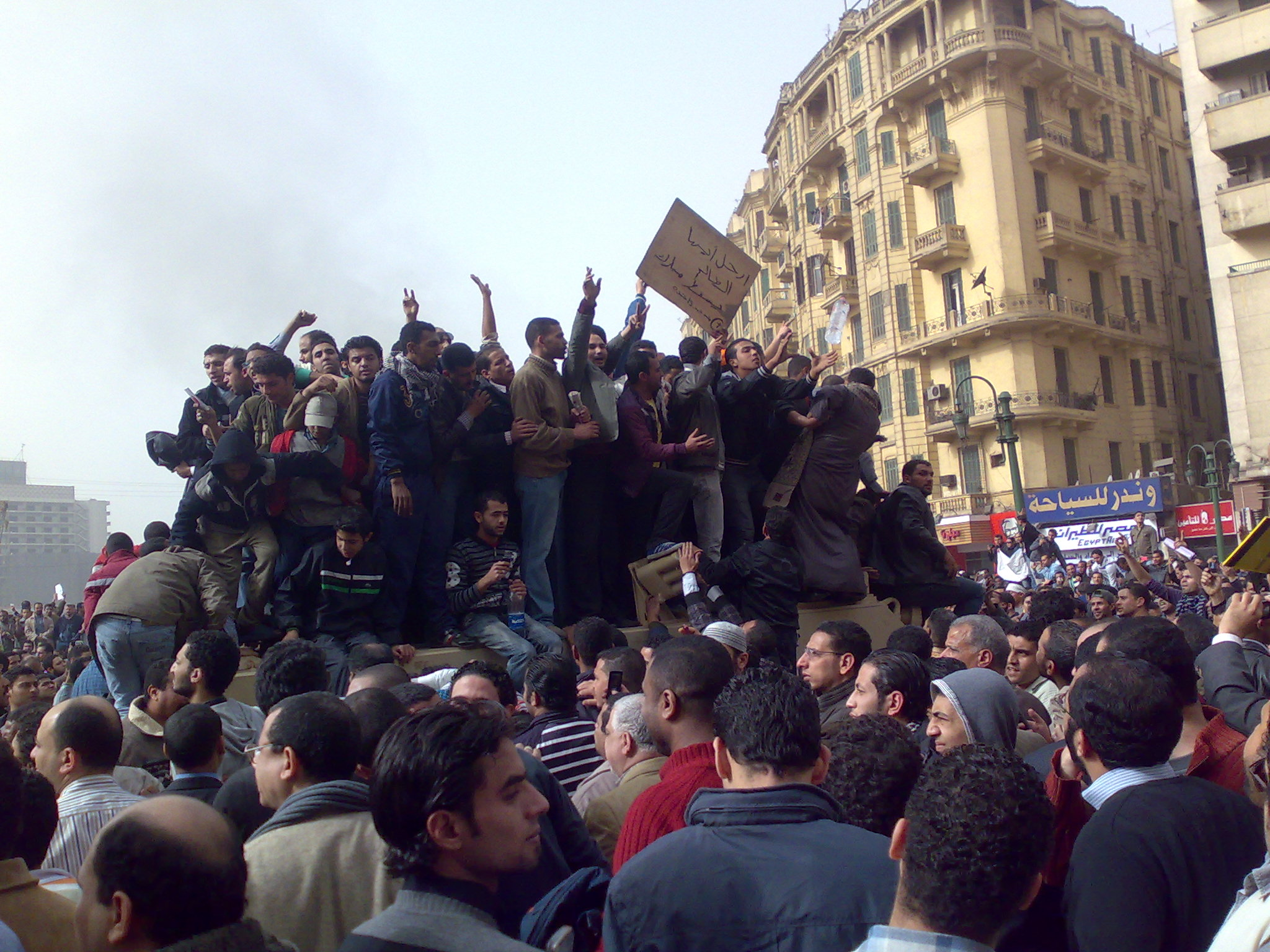
Torget under de stora protesterna 2011.
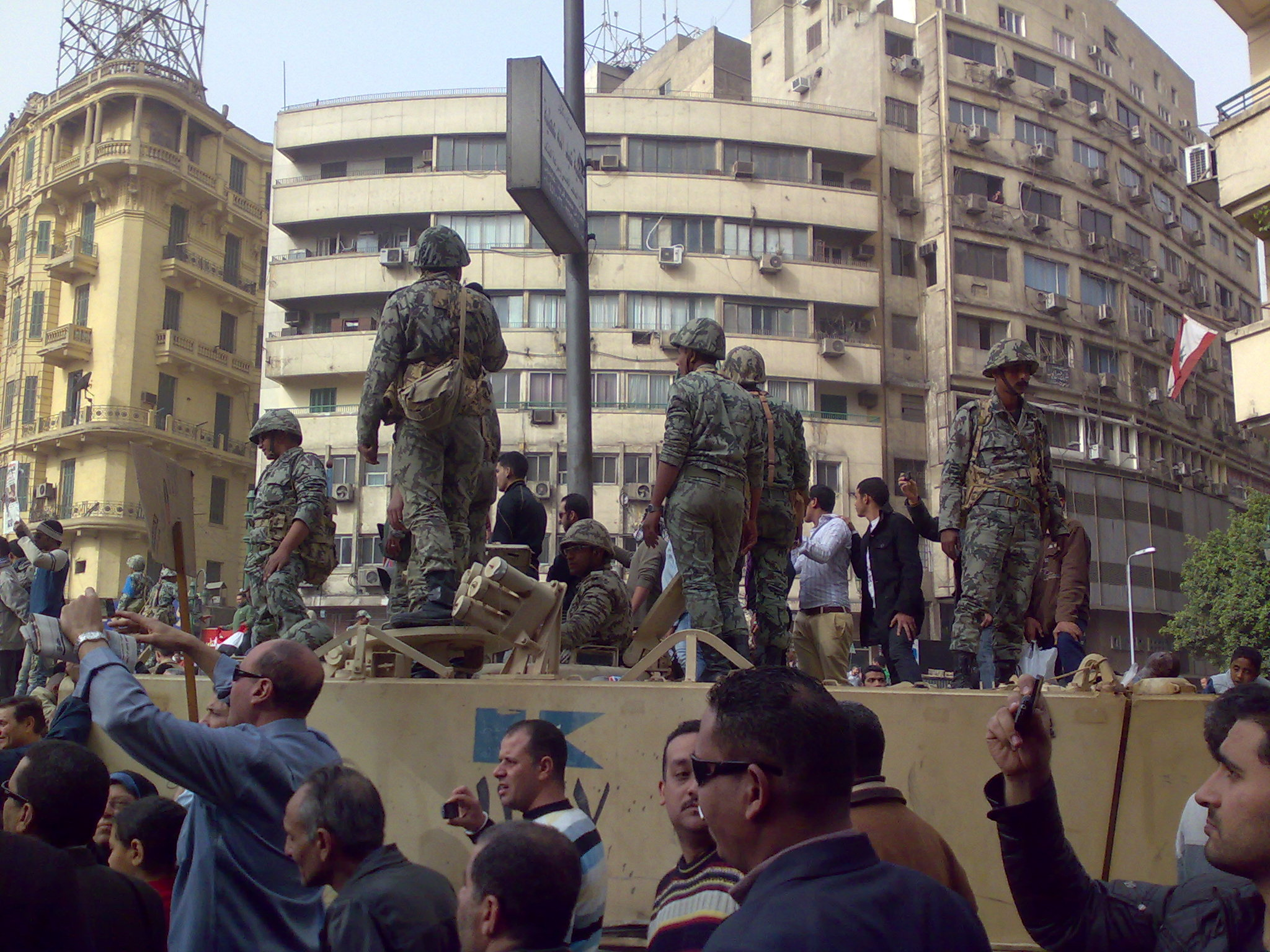
Egyptisk militär ser på under demonstrationer på torget under protesterna 2011.